# Nowa Synagoga we Wrocławiu

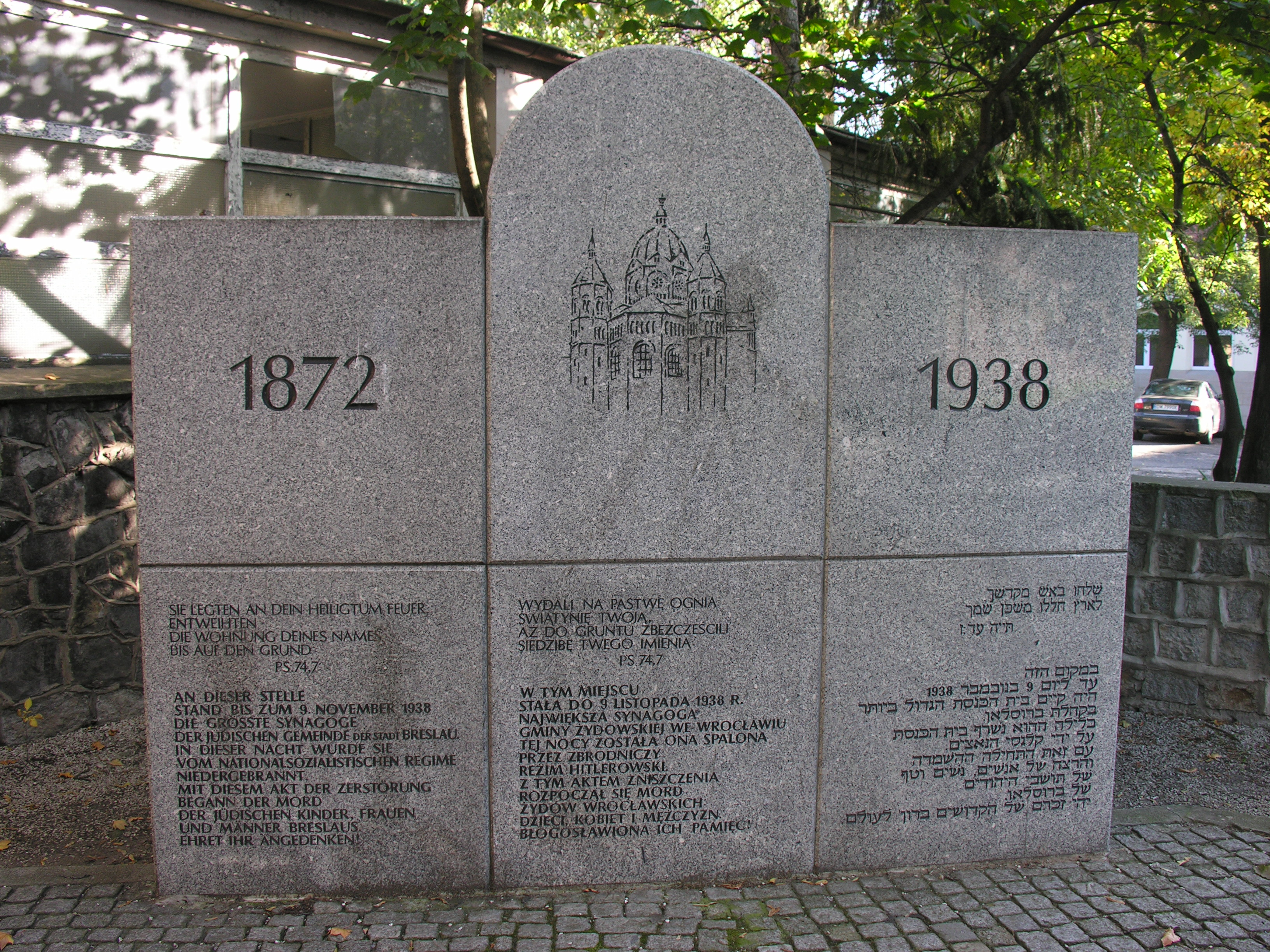
Pomnik Pamięci Ofiar Nocy Kryształowej na miejscu synagogi

Nowa Synagoga we Wrocławiu (niem. Neue Synagoge in Breslau) – synagoga, która znajdowała się u zbiegu ulic Podwale i Łąkowej. Nazywana była „Synagogą Na Wygonie”, stanowiła centrum judaizmu liberalnego we Wrocławiu. Była, obok Nowej Synagogi w Berlinie, największą synagogą Niemiec i Austrii. Zburzona w 1938 r.

## Historia
Koncepcja budowy nowej, większej synagogi narodziła się 25 października 1864 roku, gdyż mniejsza synagoga Pod Białym Bocianem nie mogła pomieścić wszystkich chętnych.
Budowę rozpoczęto w 1865 roku i wtedy uroczyście położono kamień węgielny. Plany synagogi sporządził niemiecki architekt pochodzenia żydowskiego Edwin Oppler. Budowę ukończono w 1872 roku, a uroczyste otwarcie synagogi nastąpiło 29 września tego samego roku.
Była, obok Nowej Synagogi w Berlinie, największą synagogą Niemiec i Austrii. Podczas nocy kryształowej z 9 na 10 listopada 1938 roku, bojówki hitlerowskie spaliły synagogę. Po zakończeniu II wojny światowej nie została odbudowana.
W 1998 roku odsłonięto pomnik upamiętniający synagogę, z treściami w językach polskim, niemieckim i hebrajskim: „Wydali na pastwę ognia świątynię twoją aż do gruntu zbezcześcili siedzibę Twego imienia (PS 74,7)”.
W 2017 roku odsłonięto pozostałości synagogi. 60% dawnego placu zajmowanego przez synagogę należy do gminy żydowskiej. Pozostałą część zajmuje przedszkole, od północy powojenne bloki, a od południa parking prywatnej uczelni. Od strony ul Łąkowej archeolodzy odnaleźli pozostałości posadzki oraz fundamenty wykonane z ciosanego granitu. Odnaleziono również pozostałości kolumny, która stała pośrodku świątyni. Przy parkingu zachował się zdobiony mur, który otaczał cały teren synagogi. Wykopaliska sfinansowała Fundacja Bente Kahan, która na ten cel przeznaczyła pieniądze otrzymane od prezydenta Niemiec Franka-Waltera Steinmeiera. Przekazał jej część otrzymanej w 2016 roku Nagrody im. Ignatza Bubisa.
W 2019 roku z inicjatywy Fundacji Współpracy Polsko-Niemieckiej i pomocy Instytut Historii Sztuki Uniwersytetu Wrocławskiego, Fundacji Bente Kahan, Muzeum Architektury Miasta Wrocławia i Muzeum Miejskiego powstała cyfrowa rekonstrukcja synagogi. Rekonstrukcję wykonano w ramach projektu „Synagoga na Wygonie w kontekście trzech wspólnot wyznaniowych. Cyfrowa rekonstrukcja i dokumentacja wrocławskiej synagogi”.

## Architektura
Murowany gmach synagogi wzniesiono na planie zmodyfikowanego prostokąta, w stylu neogotycko-neoromańskim. Była jednym z najbardziej charakterystycznych budynków Wrocławia, charakteryzowała ją kopułą wysoka na 73 metry, liczne wieże i sterczyny.
We wnętrzu znajdowała się obszerna główna sala modlitewna, którą otaczały z trzech stron galerie dla kobiet, wsparte na zdobionych kolumnach. Na wschodniej ścianie znajdował się bardzo bogato zdobiony aron ha-kodesz przed którym stał pulpit kantora i bima.